# Службовець (тижневик)
«Службовець» — ілюстрований тижневик, орган Всеукраїнського Комітету та Харківської окрфілії Профспілки радторгслужбовців, виходив у Харкові 1925 — 31; редактор Г. Охріменко.